# شجرة اللبان
لبان ذكر او شجرة اللبان أو الكندر أو اللبان المقدس أو البوسويلية المقدسة (الاسم العلمي: Boswellia sacra) هو نوع من النباتات يتبع جنس اللبان من الفصيلة البخورية.

## الوصف
تكون أشجار الفصيلة البوسويلية ذات حجم صغير، حيث يصل ارتفاعها من 2 إلى 8 متر بجذع واحد أو أكثر. ولها لحاء ذو ملمس ورقي ويمكن إزالتهُ بسهولةٍ. وهي ذات أوراق مُركبة، وعدد وريقاتها فردي، حيث ينمو في اتجاه عكسي حول أغصانها. وللشجرة زهور صغيرة ذات لون أبيض مُصفر تتكون من خمسة بتلات، وعشرة أسدية، وكأس بخمسة أسنان. وتتجمع الزهور في عناقيد البرعم الإبطي. والثمرة تكون على هيئة محفظة (كبسولة) يبلغ طولها حوالي 1 سم.  جاء وصفها على لسان الرحالة ابن بطوطة: 
وذكرها القزويني باسم الكندر:

## أماكن نمو الشجرة
تنمو شجرة اللبان في جنوب شبه الجزيرة العربية وخاصة في ظفار في سلطنة عمان وفي المهرة وحضرموت في شرق اليمن . كما توجد أشجار اللبان أيضا في ركن الشمال الشرقي من أرض الصومال بالتحديد منطقة علولا ومحيطها ولعبت الظروف المناخية المتمثلة في المناخ الرطب والتربة الكلسية في انتشار أشجار اللبان على طول حزام يمتد بالتوازي مع الساحل وينتهي بمحاذاة خليج خوريا موريا والناحية الغربية فإنه يضيق تدريجيا حتى يتلاشى تماما إلى الشمال من رأس فرتك.
وفي هذا النطاق الممتد من الغرب إلى الشرق تنبت أشجار اللبان، وقد تباينت تباينا كبيرا من منطقة أخرى، فعلى الرغم من أن اجود أنواع اللبان – سواء في جنوب الجزيرة العربية أو في الدول الأخرى المنتجة له – هو لبان ظفار، إلا أن أجود أنواع لبان ظفار هو ما تنتجه المنطقة الجنوبية الشرقية وخاصة شمالي جبال سمحان، كما تقل الجودة في المنتوج كلما اتجهنا غربا، وهذا يرجع إلى تأثير المناخ، فالاشجار القريبة من مناطق المطر تكون اقل جودة من الأشجار البعيدة عنها.
ومن المناطق التي تكثر بها أشجار اللبان منطقة (حوجو وسمحان) بجبال سدح في أقصى الشرق، وتتميز هذه المنطقة باقتراب الأشجار بعضها من بعض، مخالفة بذلك أشجار اللبان في منطقة (عيون بالنجد).
يقول وندل فليبس (ومن أهم المناطق التي حيرت اهتمام المستكشفين في ظفار تلك الواحات التي تبعد بمسافة تسعة وخمسين ميلا شمال شرق صلالة في وادي نظور المتسع على الحافة الجنوبية للنجد، وتسكن وادي نظور هذا قبيلة البطاحرة، حيث توجد في هذه الواحات بعض الآثار القديمة.

## أهمية شجرة اللبان
حظيت شجرة اللبان، عبر مسيرتها، بحضور تاريخي هائل جعل منها جسراً للتواصل بين حضارات العالم القديم قبل أكثر من 7 آلاف سنة. ولأجلها تحركت القوافل التجارية، في مسارات شاقة من ظفار بجنوب عمان، إلى شواطئ جنوب العراق، وإلى الشام ومصر القديمة، وحتى غزة الفلسطينية الساحلية، التي حملت منها السفن ثمار الشجرة الظفارية إلى البلدان الأوروبية، وخاصة روما القديمة.

## استخراج اللبان
في أوائل شهر إبريل من كل عام، وما أن تميل درجة الحرارة إلى الارتفاع، حتى يقوم المشتغلون بجمع الثمار، (بتجريح) الشجرة في مواضع متعددة، فالضربة الأولى يسمونها (التوقيع)، ويقصد به كشط القشرة الخارجية لأعضائها وجذعها، ويتلو هذه الضربة نضوح سائل لزج حليبي اللون، سرعان ما يتجمد فيتركونه هكذا لمدة 14 يوماً تقريباً. وتتبعها عملية التجريح الثانية - ثمار درجة ثانية - حيث أن النوعية في هذه المرة لا تكون بنفس القدر من جودة المرة الأولى ، فضلاً عن كون الكميات المنتجة منها غير تجارية.
ويبدأ الجمع الحقيقي بعد أسبوعين من التجريح الثاني، حيث ينقرون الشجرة للمرة الثالثة، في هذه الحال ينضح السائل اللبني ذو النوعية الجيدة، والذي يعد تجارياً من مختلف الجوانب، ويكون لونه مائلاً إلى الصفرة. وضرب أشجار اللبان ليست عملية عشوائية، وإنما هي عملية تحتاج إلى مهارة فنية خاصة ويد خبيرة، وتختلف الضربات من شجرة إلى أخرى حسب حجمها، ويستمر موسم الحصاد لمدة ثلاثة أشهر، ويبلغ متوسط إنتاج الشجرة الواحدة عشرة كيلو جرامات تقريباً من الثمار.
سكان محافظة ظفار يستخدمون ثمارها في ماء الشرب، حيث يعتقد أنها تساعد على (الإدرار)، كما أنها تجعل الماء بارداً ونقياً في أوقات الصيف، ويتم استخدام اللبان كمادة هامة في صناعة البخور الذي يستخدم في الكثير من المناسبات الاجتماعية، المرتبطة بعادات الزواج والولادة، وقد ذكرها وأشاد بها (ابن سينا) حيث يقول (إنها تداوي جميع الأمراض).
ولا يزال اللبان الظفاري (اللبان العماني)،الذي يعتبر أفضل أنواع اللبان في العالم، مطلوباً في العديد من بلدان العالم، حيث يتم إدخاله في صناعة الأدوية، والزيوت والمساحيق والعطور والشموع الخاصة، بالإضافة إلى استخدامه في العديد من دور العبادة حول العالم.